# Запоріжжя (Бобровицька міська громада)
Запорі́жжя — село в Україні, у Бобровицькій міській громаді Ніжинського району Чернігівської області. Село розташоване в південно-східній частині району, відноситься до Гаврилівського старостинського округу. Західна частина села частина межує з Київською областю.
Відстань до села Гаврилівки — 2,5 км, районного центру автомобільними шляхами — 42 км, до обласного центру — 149 км. Село розташоване за 39 км від залізничної станції Кобижча та на автомобільній дорозі Київ-Суми, яка проходить через село.

## Історія
Засновано в 1924 році на городищі стану Загорож, що існував у Київській Русі з X століття для коней княжих гінців «повозу».
Село назване ім'ям першого управителя економією Запорожця Сака Яковича, сина козака. Одна третина мешканців села постраждали під час Голодомору 1932—1933 років. До 1 грудня 1933 року відносилось до Новобасанського району Чернігівської області, а після скасування району увійшло до адміністративної території Бобровицького району. На антинацистських фронтах Німецько-радянської війни воювало 73 мешканці й загинуло 38. Орденами й медалями було відзначено 66 бійців регулярної армії. До 1996 року на території села існувало друге відділення колгоспу «Зоря», нині створене сільськогосподарське товариство «Зоря», що базується в сусідньому селі Гаврилівка. Зберігся "чугунний" насип від Запоріжжя до Гаврилівки, Українки і Нового Бикова, на якому існувала вузкоколійна залізниця для перевезення цукрового буряку з навколишніх сіл і селянських господарств до тоді діючого цукрозаводу в Новому Бикові.
У Запоріжжя, у село, за Биків, 
На храм, на Петра у святій тиші
Несе вітрець — усім привіт великий
З країни моря — музику душі..
12 червня 2020 року, відповідно до розпорядження Кабінету Міністрів України № 730-р «Про визначення адміністративних центрів та затвердження територій територіальних громад Чернігівської області», увійшло до складу Бобровицької міської громади.
19 липня 2020 року внаслідок адміністративно-територіальної реформи та ліквідації Бобровицького району увійшло до складу Ніжинського району Чернігівської області.

## Населення

### Мова
Розподіл населення за рідною мовою за даними перепису 2001 року:
| Мова       | Кількість | Відсоток |
| ---------- | --------- | -------- |
| українська | 112       | 98.25%   |
| російська  | 2         | 1.75%    |
| Усього     | 114       | 100%     |

## Відомі люди
- Запорожець Сак Якович, один із засновників села, управитель Запорізького відділення Петрівської економії, замордований НКВС у 1937 році.
- Проценко Володимир Миколайович[5], у літературі Володимир Чорномор — український письменник, член Національної Спілки письменників України, заслужений діяч мистецтв України. Автор більше 20 поетичних і прозових книг, 30 пісень. Лауреат премії Кабінету Міністрів «Золоте перо України», міжнародної літературної премії ім. Івана Багряного, всекримської літературної премії ім. Степана Руданського та премії Військово-Морських Сил України ім. Ярослава Окуневського. Живе і працює в місті Боярка.